# Caiabu
Caiabu este un oraș în São Paulo (SP), Brazilia.